# Hrabstwo Harmon

Piramida wieku mieszkańców hrabstwa Harmon

Harmon – hrabstwo w stanie Oklahoma w USA. Założone w 1909 roku. Populacja liczy 2922 mieszkańców (stan według spisu z 2010 roku).
Powierzchnia hrabstwa to 1395 km² (w tym 2 km² stanowią wody). Gęstość zaludnienia wynosi 2 osoby/km².
Nazwa hrabstwa pochodzi od nazwiska Judsona Harmona – prokuratora generalnego Stanów Zjednoczonych.

## Miasta
- Gould
- Hollis